# Norge i olympiska vinterspelen 1992
Norge i olympiska vinterspelen 1992.

## Medaljer

### Guld
- Alpin skidåkning
  - Herrarnas super-G: Kjetil André Aamodt
  - Herrarnas slalom: Finn Christian Jagge

- Längdskidåkning
  - Herrarnas 10 km: Vegard Ulvang
  - Herrarnas 15 km jaktstart: Bjørn Dæhlie
  - Herrarnas 30 km: Vegard Ulvang
  - Herrarnas 50 km: Bjørn Dæhlie
  - Herrarnas 4 x 10 km stafett: Terje Langli, Vegard Ulvang, Kristen Skjeldal och Bjørn Dæhlie

- Hastighetsåkning på skridskor
  - Herrarnas 1500 m: Johann Olav Koss
  - Herrarnas 5000 m: Geir Karlstad

### Silver
- Hastighetsåkning på skridskor
  - Herrarnas 1500 m: Ådne Søndrål
  - Herrarnas 10 000 m: Johann Olav Koss

- Längdskidåkning
  - Herrarnas 15 km jaktstart: Vegard Ulvang
  - Herrarnas 30 km: Bjørn Dæhlie
  - Damernas 4x5 km stafett: Trude Dybendahl, Inger Helene Nybråten, Solveig Pedersen och Elin Nilsen

- Hastighetsåkning på skridskor
  - Herrarnas 1500 m: Ådne Søndrål
  - Herrarnas 10 000 m: Johann Olav Koss

- Nordisk kombination
  - Lagtävlingen: Knut Tore Apeland, Trond Einar Elden och Fred Børre Lundberg

### Brons
- Alpin skidåkning
  - Herrarnas super-G: Jan Einar Thorsen
  - Herrarnas storslalom: Kjetil André Aamodt

- Freestyle
  - Damernas puckelpist: Stine Lise Hattestad

- Hastighetsåkning på skridskor
  - Herrarnas 10 000 m: Geir Karlstad

- Längdskidåkning
  - Herrarnas 30 km: Terje Langli